# La Voleuse d'amour
Pour plus de détails, voir Fiche technique et Distribution.
La Voleuse d'amour (The Company She Keeps) est un film américain réalisé par John Cromwell, sorti en 1951.

## Synopsis
À sa sortie de prison, une ancienne détenue rencontre un beau jeune homme. Alors qu'ils se voient de plus en plus régulièrement, elle ne veut pas lui avouer la raison pour laquelle elle a été condamnée. Cette liaison n'est pas anodine puisque le bel inconnu n'est autre que le soupirant de sa contrôleuse judiciaire...

## Fiche technique
- Titre original : The Company She Keeps
- Titre français : La Voleuse d'amour
- Réalisation : John Cromwell
- Scénario : Ketti Frings (en)
- Photographie : Nicholas Musuraca
- Montage : Robert Swink
- Musique : Leigh Harline
- Société de production : RKO Pictures
- Pays d'origine : États-Unis
- Format : Noir et blanc - 1,37:1 - Mono
- Genre : drame
- Date de sortie : 1951

## Distribution
- Lizabeth Scott : Joan Willburn
- Jane Greer : Diane Stuart
- Dennis O'Keefe : Larry Collins
- Fay Baker : Tilly Thompson
- John Hoyt : Juge Kendall
- James Bell : Mr Neeley
- Don Beddoe : Jamieson
- Bert Freed : Smitty
- Irene Tedrow : Mme Seeley
- Marjorie Wood : Mme Haley

Acteurs non crédités
- Parley Baer : Steve
- Beau Bridges : Obie
- Jeff Bridges : Enfant
- Kenneth Tobey : Rex Fisher
- Virginia Vincent : Annabelle Bird
- Harry Cheshire : Cliff Martin
- Edith Evanson : Mme Holman
- John Cromwell : Policier
- Kathleen Freeman : Josie
- Theresa Harris : Lilly Johnson
- Victoria Horne : Marcia Guston
- Paul Frees : Greffier du juge
- Gertrude Hoffmann : Mme Kaufman
- Snub Pollard : Patron du restaurant
- Dewey Robinson : Sergent de police
- Erskine Sanford : Guide du planétarium
- Colin Kenny : Spectateur de l'hippodrome dans les tribunes
- Don Dillaway
- Franklyn Farnum
- George Magrill
- Torben Meyer